# حمام شاه
حمام شاه مربوط به دوره صفوی است و در اصفهان، میدان امام، بازار مخلص، جنب بانک سپه واقع شده و این اثر در تاریخ ۱۷ اسفند ۱۳۸۱ با شمارهٔ ثبت ۷۶۴۹ به‌عنوان یکی از آثار ملی ایران به ثبت رسیده است.